# Marjorie Hayward
Marjorie Olive Hayward (Greenwich, 14 agosto 1885 – Londra, 10 gennaio 1953) è stata una violinista e insegnante inglese.

## Biografia
Marjorie Hayward nacque a Greenwich nel 1885. Definita una "bambina prodigio", studiò violino con Émile Sauret alla Royal Academy of Music di Londra (1897-1903), e Otakar Ševčík a Praga (1903-06).
Ottenne i primi successi nel repertorio concertistico, esibendosi a Praga, Berlino (dove suonò il Concerto per violino, corno e orchestra di Ethel Smyth con Aubrey Brain), Parigi, Amsterdam e L'Aia, ma in seguito si concentrò principalmente sulla musica da camera.
A lei fu dedicato il breve brano di John Ireland del 1911 per violino e pianoforte intitolato Bagatelle. Lei e il compositore eseguirono per la prima volta la sua Sonata per violino n. 1 in re minore il 7 marzo 1913 al Thomas Dunhill Chamber Concert nella Steinway Hall.
Guidò l'English String Quartet (che includeva Frank Bridge alla viola), e più tardi il Virtuoso Quartet, il primo gruppo di musica da camera formato appositamente per fare registrazioni, con Edwin Virgo (secondo violino), Raymond Jeremy (viola) e il suo fondatore Cedric Sharpe (violoncello). Il quartetto non si limitò alle registrazioni, ma anche a esecuzioni in trasmissioni radiofoniche e fece anche molti tour, il suo repertorio si estendeva a quintetti con artisti come Harriet Cohen, William Murdoch, Arnold Bax e Léon Goossens.
Marjorie Hayward creò un suo ensemble, il Marjorie Hayward String Quartet, con Irene Richards (secondo violino), Anatol Mines (viola) e May Mukle (violoncello). Poi l'English Ensemble, con May Mukle, Rebecca Clarke (viola) e Kathleen Long (pianoforte). Altri gruppi in cui ebbe un ruolo di primo piano furono l'English Ensemble Piano Quartet e il Kamaran Trio. Quest'ultimo fu formato nel 1937, con la violoncellista Antonia Butler e la pianista Kathleen Markwell.
Marjorie Hayward fu un volto frequente ai Proms, suonandovi 26 volte tra il 1909 e il 1944. Al concerto dei Proms del 28 settembre 1920 suonò in anteprima il Concerto per violino in mi minore, op. 33 di York Bowen. Le altre opere che suonò ai Proms oltre i concerti di Beethoven e Mendelssohn includevano:
- Bach (doppio concerto; concerto in mi)
- Brahms (doppio concerto)
- Haydn (Concerto n. 4 in Sol)
- Paul Juon ( Episodi concertanti, Op. 45)
- Mozart (Concerti n. 5, 6)
- Saint-Saëns (Concerto n. 3; Introduzione e Rondò capriccioso)

Era membro della Royal Accademy of Music, e divenne professoressa nel 1924. A lei è intitolato il Premio Marjorie Hayward della RAM.

### Vita privata
Sposò Rudolf Gustav Karl Lempfert, direttore dell'Ufficio Meteorologico e nel 1930-31 presidente della Royal Meteorological Society. La loro figlia, Marjorie Lempfert, studiò alla RAM, diventando una distinta violista e, come sua madre, una professoressa dell'Accademia.
Marjorie Hayward morì a Londra il 10 gennaio 1953, all'età di 67 anni.

## Registrazioni
- Versioni abbreviate di Beethoven's "Kreutzer" Sonata, e il Franck e le Elgar sonate, con Una Bourne[9][10]
- Sonate di Mozart (K. 378) e Grieg (n. 3 in do minore, op. 45)[9][10][11]
- Purcell, Sonata in sol minore, Z. 780, con Madame Adami[12]
- Mozart: Sonata per violino, K.378, 1. Allegro[13]
- Una serie di illustrazioni per conferenze con Sir Walford Davies[14]
- Franck, Quartetto d'archi, Quartetto d'archi virtuosistico[11]
- Saint-Saëns, Quartetto per pianoforte in si bemolle, Op.41 – Scherzo (con Mark Hambourg, pianoforte; Frank Bridge, viola; C. Warwick-Evans, violoncello)[11]
- Beethoven, Quartetto in mi bemolle, Op.127, Quartetto virtuosistico[15]
- Dittersdorf, Minuetto in mi bemolle[15]
- Mozart, "L'amerò, sarò costante", da Il re pastore, con Elisabeth Schumann[16]
- Ci sono state anche registrazioni di opere più brevi di Braga, D'Ambrosio, Fibich, Hubay, Kennedy-Fraser, Marcello, Mendelssohn, Poldini, Raff, Schumann, Simonetti, Stean, Tchaikovsky e Thomé.[17]